# Scorpiopidae
Scorpiopidae – takson obejmujący kilka rodzajów skorpionów (Scorpiones) z południowej Azji, klasyfikowany w randze rodziny Scorpiopidae lub podrodziny Scorpiopinae w obrębie rodziny Euscorpiidae.
Grupa ta opisana została w 1905 roku przez Karla Kraepelina jako podrodzina Scorpiopsinae w obrębie rodziny Vaejovidae. Kraepelin zaliczył do niej południowoazjatyckie skorpiony z rodzaju Scorpiops (później również z innych rodzajów). W 1976 O.F. Francke zasugerował wyłonienie tej grupy skorpionów poza rodzinę Vaejovidae, ale nie dokonał formalnej zmiany. W 1992 S. A. Stockwell zdecydował się podnieść Scorpiopsinae (poprawna nazwa powinna brzmieć Scorpiopinae) do rangi rodziny jednocześnie zmieniając jej nazwę na prawidłową Scorpiopidae. W 2001 Soleglad i Sissom opierając się na analizach kladystycznych przenieśli Scorpiopidae do Euscorpiidae. Ich kolejna praca (z 2003) została skrytykowana w 2005 przez Prendniego i Wheelera, którzy przywrócili Scorpiopidae do rangi rodziny. Tocząca się pomiędzy tymi autorami dyskusja o filogenezie skorpionów nie została dotychczas rozstrzygnięta.

## Rodzaje
- Alloscorpiops
- Dasyscorpiops
- Euscorpiops
- Neoscorpiops
- Parascorpiops
- Scorpiops